# Suc de Rond
Le suc de Rond est un sommet des monts du Cantal dans le Massif central.

## Toponymie
Il est également dénommé suc Redon.

## Géographie
Le suc de Rond est situé au nord-ouest du rocher de l'Aygue sur la commune du Falgoux.

## Protection environnementale
Le sommet est inclus dans la ZNIEFF de type 2 « Monts du Cantal », ainsi que dans la ZNIEFF de type 1 « Suc de Rond - Le Nègre - La Bobbe ».